# Грем'яче (летовище)
Грем'яче — спортивне летовище у Воронезькій області. Розташований у Хохольскому районі за 25 кілометрів на південь від Воронежа, поблизу с. Грем'яче. 
Приймаються повітряні судна: Як-52, Ан-2, Л-39 «Альбатрос», Вертольоти всіх типів, планери, а також інші повітряні судна категорії "А" і "В" у сітлий час доби у простих метеоумовах. Позивний летовища «Обраний». 
Летовище заснований у 1933 року разом з Воронезьким аероклубом. За радянських часів на ЗПС укладено сталеве перфороване покриття. Станом на 2010 рік ЗПС ґрунтові, аеродром експлуатує Воронезький аероклуб (НОУ «Воронезький АСК РОСТО»). До початку 1990-х на аеродромі базувався навчальний авіаційний центр (НАЦ).